# Margerine Eclipse
Margerine Eclipse es un álbum de estudio de la banda inglesa de post-rock Stereolab, editado en el año 2004. Es el primero que editó el grupo tras la muerte de Mary Hansen, y la canción "Feel and Triple" contiene letras dedicadas a ella. El grupo contó con la colaboración de Jan St. Werner del dúo alemán Mouse on Mars en dos canciones ("Vonal Declosion" y "Feel and Triple").
Un desafío de Tim Gane (líder y uno de los fundadores del grupo) era que el álbum estuviese mezclado y arreglado de tal modo que se puedan escuchar versiones completamente diferentes del mismo a través de cada parlante de un equipo stereo. Según Gane, hay "dos partes de batería, dos partes de bajo, y así. No es el punto del álbum, pero está ahí".
El álbum fue bien recibido por la crítica, a pesar de que muchos críticos mencionaron que no aportaba nada nuevo al sonido del grupo.

## Lista de temas
Todas las canciones fueron escritas por Laetitia Sadier y Tim Gane.
1. "Vonal Declosion" – 3:34
2. "Need to Be" – 4:50
3. "...Sudden Stars" – 4:41
4. "Cosmic Country Noir" – 4:47
5. "La Demeure" – 4:36
6. "Margerine Rock" – 2:56
7. "The Man With 100 Cells" – 3:47
8. "Margerine Melodie" – 6:19
9. "Hillbilly Motobike" – 2:23
10. "Feel and Triple" – 4:53
11. "Bop Scotch" – 3:59
12. "Dear Marge" – 6:56